# Rub it in
Rub it in is een nummer dat geschreven werd door Layng Martine jr. Hij behaalde er een nummer 65-notering mee in de Billboard Hot 100. Daarna verschenen er nog covers van andere artiesten, waarvan er enkele ook de hitlijsten bereikten.
In Nederland en België verscheen in 1974 een cover van Jack Jersey & The Jordanaires die de hitlijsten beklom. Het Nederlands/Amerikaanse duo Flamman & Abraxas bracht in 1997 ook nog een gabberversie uit die de Single Top 100 bereikte.

## Buitenlandse hitlijsten
Het nummer verscheen op singles in de Verenigde Staten en het Verenigd Koninkrijk, zoals van Mel Street en Ray Stevens. Hitnoteringen waren er voor de volgende artiesten:
| Jaar | artiest                  | hitlijst                    | pieknotering |
| ---- | ------------------------ | --------------------------- | ------------ |
| 1971 | Layng Martine jr.        | Billboard Hot 100           | 65           |
| 1971 | Layng Martine jr.        | Billboard AC                | 36           |
| 1972 | Dave Clark & Friends     | UK Singles Chart            | 51           |
| 1974 | Billy ("Crash") Craddock | Billboard Hot 100           | 16           |
| 1974 | Billy ("Crash") Craddock | Billboard AC                | 15           |
| 1974 | Billy ("Crash") Craddock | Billboard Hot Country Songs | 1            |
| 1999 | Matt King                | Billboard Hot Country Songs | 54           |

## Jack Jersey & The Jordanaires
Jack Jersey bracht de single in 1974 uit met The Jordanaires, de muziekgroep die Elvis Presley jarenlang had begeleid. De naam van de single werd geschreven als Rub-it in met een tussenliggend streepje. Het was hun eerste gezamenlijke single uit drie en het nummer verscheen daarnaast op hun gezamenlijke album I wonder (1975) dat werd opgenomen in Nashville.
De single kwam in Nederland en België in de hitlijsten te staan. Op de B-kant verscheen I'll hold your hand.
Nederland
| Rub-it in in de Nederlandse Top 40 van 2-11-1974 t/m 7-12-1974 | Rub-it in in de Nederlandse Top 40 van 2-11-1974 t/m 7-12-1974 | Rub-it in in de Nederlandse Top 40 van 2-11-1974 t/m 7-12-1974 | Rub-it in in de Nederlandse Top 40 van 2-11-1974 t/m 7-12-1974 | Rub-it in in de Nederlandse Top 40 van 2-11-1974 t/m 7-12-1974 | Rub-it in in de Nederlandse Top 40 van 2-11-1974 t/m 7-12-1974 | Rub-it in in de Nederlandse Top 40 van 2-11-1974 t/m 7-12-1974 | Rub-it in in de Nederlandse Top 40 van 2-11-1974 t/m 7-12-1974 |
| Week                                                           | 1                                                              | 2                                                              | 3                                                              | 4                                                              | 5                                                              | 6                                                              |                                                                |
| -------------------------------------------------------------- | -------------------------------------------------------------- | -------------------------------------------------------------- | -------------------------------------------------------------- | -------------------------------------------------------------- | -------------------------------------------------------------- | -------------------------------------------------------------- | -------------------------------------------------------------- |
| Positie                                                        | 30                                                             | 15                                                             | 14                                                             | 14                                                             | 19                                                             | 34                                                             | uit                                                            |

| Rub-it in in de Nationale Hitparade van 2-11-1974 t/m 30-11-1974 | Rub-it in in de Nationale Hitparade van 2-11-1974 t/m 30-11-1974 | Rub-it in in de Nationale Hitparade van 2-11-1974 t/m 30-11-1974 | Rub-it in in de Nationale Hitparade van 2-11-1974 t/m 30-11-1974 | Rub-it in in de Nationale Hitparade van 2-11-1974 t/m 30-11-1974 | Rub-it in in de Nationale Hitparade van 2-11-1974 t/m 30-11-1974 | Rub-it in in de Nationale Hitparade van 2-11-1974 t/m 30-11-1974 |
| Week                                                             | 1                                                                | 2                                                                | 3                                                                | 4                                                                | 5                                                                |                                                                  |
| ---------------------------------------------------------------- | ---------------------------------------------------------------- | ---------------------------------------------------------------- | ---------------------------------------------------------------- | ---------------------------------------------------------------- | ---------------------------------------------------------------- | ---------------------------------------------------------------- |
| Positie                                                          | 22                                                               | 15                                                               | 13                                                               | 18                                                               | 21                                                               | uit                                                              |

Vlaanderen
In de Top 30 van de BRT stond de single 6 weken genoteerd en bereikte nummer 8 als hoogste notering. In de Ultratop 30 kende het de volgende noteringen:
| Rub-it in in de Vlaamse Ultratop 30 van 17-02-1979 t/m 24-02-1979 | Rub-it in in de Vlaamse Ultratop 30 van 17-02-1979 t/m 24-02-1979 | Rub-it in in de Vlaamse Ultratop 30 van 17-02-1979 t/m 24-02-1979 | Rub-it in in de Vlaamse Ultratop 30 van 17-02-1979 t/m 24-02-1979 | Rub-it in in de Vlaamse Ultratop 30 van 17-02-1979 t/m 24-02-1979 | Rub-it in in de Vlaamse Ultratop 30 van 17-02-1979 t/m 24-02-1979 | Rub-it in in de Vlaamse Ultratop 30 van 17-02-1979 t/m 24-02-1979 | Rub-it in in de Vlaamse Ultratop 30 van 17-02-1979 t/m 24-02-1979 |
| Week                                                              | 1                                                                 | 2                                                                 | 3                                                                 | 4                                                                 | 5                                                                 | 6                                                                 |                                                                   |
| ----------------------------------------------------------------- | ----------------------------------------------------------------- | ----------------------------------------------------------------- | ----------------------------------------------------------------- | ----------------------------------------------------------------- | ----------------------------------------------------------------- | ----------------------------------------------------------------- | ----------------------------------------------------------------- |
| Positie                                                           | 17                                                                | 15                                                                | 8                                                                 | 18                                                                | 18                                                                | 30                                                                | uit                                                               |

## Flamman & Abraxas
Het Nederlands/Amerikaanse duo Flamman & Abraxas bracht in 1997 ook nog een Houseversie van Rub it in uit die de Single Top 100 bereikte. Daarnaast verscheen het op hun album Enter the dragon.
Er verscheen een cd-single en een 12"-maxisingle op vinyl. Op de cd-single stond het nummer met de suptopiamix. Op de maxisingles stonden de volgende nummers en/of remixes:
Maxisingle cd
1. Rubb it in - 3:27
2. Rubb it in (subtopiamix) - 4:55
3. Rubb it in - (S'N'S-remix) - 6:49
4. Clubb it in - 5:19
5. Rubb it in (original '89 fierce ruling diva mix) - 4:58

Maxisingle 12"
A1 Rubb it in (Clubb it in)
A2 Rubb it in (subtopiamix)
B1 Rubb it in (S'N'S-remix)
B2 Rubb it in (original 1989 version)
Hitnoteringen
In Nederland stond deze single vijf weken in de Tipparade. Daarnaast stond het met de volgende noteringen in de Single Top 100:
| Rub it in in de Single Top 100 van 20-12-1997 t/m 31-1-1998 | Rub it in in de Single Top 100 van 20-12-1997 t/m 31-1-1998 | Rub it in in de Single Top 100 van 20-12-1997 t/m 31-1-1998 | Rub it in in de Single Top 100 van 20-12-1997 t/m 31-1-1998 | Rub it in in de Single Top 100 van 20-12-1997 t/m 31-1-1998 | Rub it in in de Single Top 100 van 20-12-1997 t/m 31-1-1998 | Rub it in in de Single Top 100 van 20-12-1997 t/m 31-1-1998 | Rub it in in de Single Top 100 van 20-12-1997 t/m 31-1-1998 |
| Week                                                        | 1                                                           | 2                                                           | 3                                                           | 4                                                           | 5                                                           | 6                                                           |                                                             |
| ----------------------------------------------------------- | ----------------------------------------------------------- | ----------------------------------------------------------- | ----------------------------------------------------------- | ----------------------------------------------------------- | ----------------------------------------------------------- | ----------------------------------------------------------- | ----------------------------------------------------------- |
| Positie                                                     | 73                                                          | 50                                                          | 51                                                          | 51                                                          | 49                                                          | 74                                                          | uit                                                         |